# Страдивари, Антонио
Анто́нио Страдива́ри (итал. Antonio Stradivari), или Анто́ниус Страдива́риус (лат. Antonius Stradivarius; 1644[…], Кремона, Кремона или неизвестно — 18 декабря 1737, Кремона, Кремона) — мастер по изготовлению смычковых инструментов. Ученик Николо Амати (1596—1684).

## Биография

### Происхождение
Родился в Кремоне — как считается, в 1644 году, хотя точная дата не зарегистрирована. Его родителями были Алессандро Страдивари (итал. Alessandro Stradivari) и Анна Морони (итал. Anna Moroni). Полагают[кто?], что с 1657 по 1667 год он служил бесплатным учеником у Николо Амати, то есть выполнял черновую работу.

### Изготовление инструментов
1 июля 1667 года Страдивари женился и поселился в доме рыбака (Casa del pescatore), где открыл собственную мастерскую. С этого времени, а именно с 1667 года, Антонио на этикетках не называет себя учеником Амати.
Первую скрипку, выпущенную под своей фамилией, Страдивари изготовил в 1666 году и до 1683 года точно придерживался стиля Амати, но с 1688 года мастер начинает экспериментировать, и, чем ближе к 1690 году, тем его инструменты становятся крупнее. Скрипки этого периода получили условное название «аматизе». Резкий отход от школы Амати выявляется лишь в 1691 году, и на свет появляется собственный тип скрипки. Это так называемые удлинённые скрипки (allonge), у которых клён уже исключительно радиального распила и тембр звука с сопрано меняется на меццо-сопрано. В 1698 году он опять вернулся на короткое время к модели Амати и только около 1704 года в возрасте 60 лет Страдивари окончательно сконструировал свою модель скрипки, которую по совершенству никто ещё не смог превзойти. Этот период продолжался с 1704 года по 1725, около 21 года. В этом промежутке различают два периода: с 1704 по 1717 года, когда ель на инструментах с шелковистым блеском, правильная по наслоению и плотная, и нижние деки чаще всего выполнены из одного куска, и второй период с 1717 года, когда для своих дек мастер стал употреблять сорт ели «хазельфихте».
В 1681 году Страдивари купил дом, расположенный рядом с монастырём доминиканцев в Кремоне. В доме было три этажа, в каждом из них по три окна, выходящих на площадь, а также подвал и антресоли. Кроме того, на крыше находилась характерная для Кремоны квадратная пристройка, открытая с двух сторон — с южной и западной, которая называлась кремонцами «seccador» (сушильня): именно там мастер сушил скрипки после покраски и часто работал там в хорошую погоду. В этом доме Страдивари провёл остаток своей жизни. Дом сохранялся до 1880 года в нетронутом виде, но затем был куплен владельцем соседнего ресторана и соединён с рестораном, а в мастерской Страдивари хозяин ресторана расположил бильярдную.
По воспоминаниям современников, мастер был высокого роста, худой, на голове постоянно носил белый колпак, шерстяной зимой и бумажный летом, а также передник из белой кожи, когда работал. Благодаря труду и бережливости, мастер сколотил настолько приличное состояние, что в Кремоне появилась поговорка: «Богат, как Страдивари».
20 мая 1698 года умерла жена Страдивари, её похороны были пышными, мастер потратил крупную для того времени сумму в 182 лиры. 24 августа 1699 года Страдивари женился вторично. От первого и второго брака у мастера было 11 детей. Только двое, Франческо и Омобоно, занимались искусством отца, но смогли лишь в незначительной мере приблизиться к уровню его мастерства.
У Страдивари было только три ученика: это два его сына — Франческо и Омобоно — и Карло Бергонци.
Кроме скрипок, Страдивари также изготавливал гитары, альты, виолончели и даже одну арфу — по различным каталогам число его работ достигает 1150 единиц.
Антонио Страдивари умер в возрасте 93 лет.

## Память
Антонио Страдивари был похоронен 20 декабря 1737 года на кладбище монастыря доминиканцев.
В 1869 году монастырь доминиканцев, на территории которого был похоронен Страдивари, был упразднён, останки всех усопших были вырыты и похоронены в одной общей могиле за чертой города. Таким образом, прах великого мастера исчез бесследно.

## Инструменты Страдивари
Основная статья: Список инструментов, созданных Антонио Страдивари
Наиболее выдающиеся инструменты были изготовлены в период с 1704 по 1725 годы. Скрипки Страдивари этого периода ценятся очень высоко.
Знаменитые инструменты
- Виолончель Дюпора
- Виолончель Давыдова
- Виолончель Серве

К настоящему времени сохранилось около 650 инструментов работы Страдивари, в их числе около 450 скрипок.
В 2010 году Государственная коллекция уникальных музыкальных инструментов Российской Федерации вошла в состав Государственного центрального музея музыкальной культуры имени М. И. Глинки, и в ней собраны все уникальные инструменты выдающихся мастеров. 

В ней также хранятся работы мастера Антонио Страдивари:
1. Первой числится скрипка Страдивари 1686 года, так называемая «аматизе». Эта скрипка принадлежала Третьякову и после его смерти была завещана Московской консерватории и оттуда попала в Госколлекцию.
2. Следующая скрипка его работы датируется 1688 годом. Инструмент был куплен в Париже К. А. Кламротом, скрипачом-концертмейстером Московского Большого театра, который привёз её в Россию. На подлинном этикете стоит вместо Antonius надпись Amtonins.
3. В Госколлекции также хранится скрипка Страдивари 1706 года. Скрипка принадлежала Александру I и после его смерти была помещена в Эрмитаж, после чего была оттуда похищена, затем найдена в Берлине и возвращена на место. Когда был организован музей при придворной певческой капелле, скрипка была передана туда и позже, в 1920 году, была перевезена в Госколлекцию. Со слов петербургского мастера Лемана, воры повредили лак на скрипке.
4. В Госколлекции есть также скрипка Страдивари 1707 года. Как она попала в Госколлекцию, неизвестно, но на ней два года играл скрипач Барцевич.
5. В музее есть и скрипка 1708 года. Этикетки на ней нет, но наклеен ярлычок «Привезена из Рима, у меня с 1796 года, князь Шаховской». (Князь Пётр Иванович Шаховской родился в 1764 г. — умер 25 мая 1827 г. в возрасте 63 лет. В 1796 г. был назначен камергером двора Екатерины II, а при императоре Павле I — флигель-адъютантом. 1 января 1797 г. назначен генерал-адъютантом, а 1 мая произведён в действительные статские советники. Был назначен Псковским губернатором с 13 апреля 1811 г. по 12 декабря 1816 г. В 1812 г. произведён в тайные советники. У князя от брака с княжной Анной Фёдоровной Щербатовой было трое детей: две дочери Полина и Екатерина и сын Фёдор — декабрист, один из учредителей «Союза Спасения» и «Союза Благоденствия».) Скрипка была продана Третьякову, который завещал её Румянцевскому музею, оттуда перешла в Московскую консерваторию и в 1921 году перемещена в собрание Госколлекции.
6. Есть в коллекции и скрипка 1711 года, которая сохранилась лучше всех.
7. Есть также скрипка средних размеров с поддельной верхней декой. Скрипка была куплена Третьяковым за границей и после его смерти перешла в Московскую консерваторию, а затем в 1921 году в Госколлекцию.
8. В Госколлекции имеется также альт с этикеткой 1715 года работы Страдивари. Он принадлежал графу Матвею Виельгорскому, на нём какое-то время играл бельгийский скрипач Анри Вьётан (1820—1881).
9. Следующей в коллекции числится виолончель 1725 года. Виолончель была куплена в Париже петербургским художником Максимом Никифоровичем Воробьёвым (17 августа 1787, Псков — 11 сентября 1855, Санкт-Петербург) и привезена в Россию приблизительно в 1845 году.
10. В Госколлекции также есть две скрипки Страдивари, предположительно периода после 1725 года. Этикетки подчищены, и в них заменены даты. Одна из этих скрипок реставрировалась в 1806 году петербургскими мастерами братьями Францем и Морицем Штейнингерами. Она принадлежала князю Юрию Никитичу Трубецкому, действительному тайному советнику, масону, члену-основателю «Дружеского учёного общества». Скрипка позже попала к К. Третьякову, от него в Консерваторию и затем в 1921 году в Госколлекцию.
11. Имеется в Госколлекции и скрипка 1736 года, сделанная мастером за год до смерти, в возрасте 92 лет. В том году Страдивари изготовил всего 4 скрипки. Эту скрипку в Италии купил князь Юсупов, и она хранилась в его семье до 1918 года. Перед эмиграцией за границу князь Феликс Юсупов замуровал скрипку в одном из подвалов своего дворца на Мойке, где её нашли и передали в Госколлекцию.

Также известна коллекция инструментов Страдивари, принадлежащих королю Испании. Экспонируется в Музее музыкальных инструментов Королевского дворца в Мадриде:
- Скрипка «Boissier» (1713). Название её происходит от фамилий двух прежних владельцев — швейцарского музыканта Буасье (сведения о нём отсутствуют, сохранилась только его фамилия как первого владельца скрипки, в испанских источниках), к которому она попала в XVIII веке, при дворе испанского короля Карл III, и скрипача Пабло Сарасате. Последний приобрёл инструмент в 1888 году и хранил его на протяжении 20 лет до своей смерти в 1908 г. Сарасате завещал скрипку Мадридской консерватории, которая с тех пор хранит её. С 1908 года хранится в Real Conservatorio Superior de Música de Madrid.
- Также Испанской короне принадлежит Cuarteto Palatino, Испанский квартет, — это название четырёх скрипок — «Испанская I» (1709), «Испанская II» (1709), с этикеткой 1709 года, виолончель «Spanish Court» 1694 года и контральто «Spanish Court» 1696 года. Вместе они образуют так называемый Королевский или Палатинский квартет, который украшен геометрическими орнаментальными мотивами и figurados. Хосе Луис Вальверде Мерино, руководитель службы Департамента охраны национального наследия, поведал, что испанский король Карл III заплатил за первоначальный квинтет 7500 реалов. Первоначально он существовал как квинтет, то есть было пять скрипок, но тенор был утрачен в годы Французской революции. Скрипки предназначались в качестве подарка испанскому королю Филиппу V, который находился в Кремоне в 1702 году, но инструменты не покинули пределов мастерской во время жизни Антонио Страдивари. Таким образом Испанский квартет состоит из четырёх инкрустированных инструментов: скрипок «Испанская I» (1709), «Испанская II» (1709), контральто «Spanish Court» (1696) и виолончели «Spanish Court» (1694) и сейчас хранится в Королевском дворце Мадрида.

В Библиотеке Конгресса США есть коллекция, состоящая из трёх скрипок, альта и виолончели.
Итальянский композитор и музыкальный теоретик Луиджи Керубини также владел инструментами работы Страдивари. Из его коллекции, называемой «Коллекция Керубини», в Академии изящных искусств во Флоренции имеются три скрипки Страдивари: среди них скрипка 1716 года, фиолетовый Medici и виолончель квинтет, изготовленный в 1690 году для великого князя Фердинандо Медичи.
В Музее музыкальных инструментов Национальной академии Св. Цецилии есть так называемая тосканская скрипка, также входящая в квинтет Медичи.
В Национальном музее американской истории (National Museum of American History), который является частью Смитсоновского института и расположен на Национальном молле на 14-й улице и Конституции авеню NW в Вашингтоне, округ Колумбия, в настоящее время на хранении находятся следующие скрипки: «Sunrise» (1677), «Hellier» (1679), «Ole Bull» (1687, принадлежала норвежскому скрипачу Уле Буллю (1810—1880}), «Greffuhle» (1709), альт «Axelrod» (1695), виолончель «Marylebon» (1688).
Фонд Nippon Music Foundation, базирующийся в Токио, имеет большую коллекцию инструментов Страдивари. Они регулярно предоставляют скрипки в свободное пользование музыкантам международного уровня. Например, скрипка под названием Иоахим-Араньи 1715, в настоящее время используется Саякой Сёдзи. Также Nippon Music Foundation является владельцем так называемого Quartetto Paganini («квартет Паганини»), работы Страдивари, принадлежащую великому генуэзскому скрипачу Никколо Паганини. Инструменты в настоящее время используются в квартетто ди Кремоне, которые получили их в 2017 году от Квартета Хагена (Hagen или нем. Hagen Quartett) — австрийский струнный квартет, базирующийся в Зальцбурге и первоначально состоявший полностью из воспитанников Моцартеума.
Скрипки и виолончели по названиям, с короткой историей
- «Delfino» (1714) — «Дельфин». Принадлежала Яше Хейфецу. С 2000 года во владении Nippon Music Foundation.
- Инкрустированная скрипка Страдивари «Le Lever du Soleil» («Sunrise») (1677) — «Восход Солнца», с 2004 года находится в Музее исторических редкостей Вены.
- «Marquis de Corberon, Loeb» (1726). Принадлежала французскому послу при дворе Екатерины II маркизу де Корберону. В настоящее время принадлежит Королевской академии музыки в Лондоне (Royal Academy of Music).
- «Viotti» (1709). Принадлежала итальянскому скрипачу Джованни Баттиста Виотти (1755—1824). С 2005 года находится в Королевской академии музыки в Лондоне (Royal Academy of Music).
- «Cremonese» (1715) — «Кремонская». С 1961 года принадлежит городу Кремона.
- «Provigny» (1716). Находится в Музее музыки Парижа (Cité de la Musique, Musée de la Musique).
- «Davidoff» (1708). Принадлежала русскому виолончелисту Карлу Давыдову (1838—1889). Находится в Музее музыки Парижа.
- «Messiah» (1716) — «Мессия». С 1939 года хранится в Ашмолеанском музее Оксфорда (the Ashmolean Museum).
- «Mendelssohn» (1709). Украдена из Deutsche Bank во время оккупации Берлина.
- «Sleeping Beauty» (1704) — «Спящая красавица». С 1995 года принадлежит банку Landeskreditbank Baden Württemburg и находится во владении скрипачки Изабель Фауст.
- «Betts» (1704). В 1830—1852 годах принадлежала Артуру Беттсу. С 1936 года хранится в Библиотеке Конгресса США.
- «Earl of Plymouth, Kreisler» (1711). Принадлежала эрлу Плимута, австрийскому скрипачу Фрицу Крейслеру (1875—1962). С 1965 года находится во владении филармонии Лос-Анджелеса.
- «Le Brun» (1712). Принадлежала Никколо Паганини, Шарлю ле Брюну (Париж). Продана на аукционе в 2008 году.
- «Eldina Bligh» (1712). До 1912 года принадлежала Эльдине Блай. С 1945 года во владении Virgil C. Brink.
- «Pingrille» (1713). С 1979 года принадлежит скрипачу Габриэлю Банату, концертмейстеру Нью-Йоркской филармонии.
- «Lipinski» (1715). Принадлежала Джузеппе Тартини, польскому скрипачу Каролю Йозефу Липински (1790—1861). Продана в 2007 году.
- «David Hochstein, Nowell, Joachim» (1715). Принадлежала венгерскому скрипачу Йозефу Йоахиму (1831—1907). С 1997 года принадлежит Уильяму Палмер.
- «Emperor» (1715) — «Император». Принадлежала венгерскому скрипачу Яну Кубелику (1880—1940).
- «Titian» (1715) — «Тициан». Получила название из-за прозрачного красно-оранжевого лака, напоминающего краски Тициана. Во владении Ирвина Миллера.
- «Baron Knoop» (1715). Принадлежала барону Иоганну Кноопу (1846—1918). С 1992 года принадлежит Дэвиду Л.Фултону.
- «Milstein» (1716). Принадлежала американскому скрипачу Натану Мильштейну (1903—1992). С 2006 года принадлежит Джерри Колу.
- «Cessole» (1716). Принадлежала близкому другу Николо Паганини графу Чессоле из Флоренции.
- «Marquis de Riviere» (1718). В XIX веке принадлежала маркизу де Ривьер. Продана в 1993 году.
- «Lady Blunt» «Леди Блант» (1721). Принадлежала внучке поэта лорда Байрона, леди Анне Блант с 1864 по 1895 г., (31год). Также этой скрипкой владели известный парижский мастер Жан Батист Вийом, коллекционеры — Ричард Беннет, барон Кнооп, Сэм Блумфилд, а также музыкальный фонд Nippon. Продана в июне 2012 года с торгов аукционного дома Tarisio за 15 890 000 долларов.
- «King Maximilian, Unico» (1709). Принадлежала баварскому королю Максимилиану Йозефу в 1806—1826 годах. С 1966 года находилась в Axel Springer Foundation, украдена.
- «Leonora Jackson» (1714). В 1904—1919 годах принадлежала скрипачке Леоноре Джексон МакКим. С 1984 года во владении Dr. William & Professor Judy Sloan.
- «Colossus» (1716) — «Колосс». Принадлежала Виотти, скрипачу Луиджи Альберто Бьянки, украдена в 1998 году.
- «Nachez» (1716). Принадлежала скрипачу Тивадору Нашезу. Продана в 2003 году.
- «Eck» (1717). Принадлежала немецкому скрипачу Францу Экку (1774—1804). Продана в 1992 году.
- «Hausmann» (1724). Принадлежала виолончелисту Георгу Хаусманну (1814—1861). Продана на аукционе за $4 500 000.

Справка:
- Это четыре инструмента: скрипка 1709 года под названием La Pucelle (или Богородица), скрипка «Comte Cozio di Salabue» 1727 года, скрипка «Desaint» 1680 и альт «Мендельсон» 1731 г. Эти работы Страдивари были куплены миссис Хьюгетт Кларк, дочерью медного магната, сенатора, банкира из штата Монтана Уильяма А. Кларка. Она умерла в 2011 году в Нью-Йорке в возрасте 104 лет.

На скрипке «Comte Cozio di Salabue» Страдивари от 1727 года играл Паганини, после того как он приобрёл её у графа Козио де Салабуэ в 1817 году. Вторая скрипка «Desaint» была сделана Страдивари в 1680 году в стиле «Аматизе».
Альт «Мендельсон» был сделан Страдивари в 1731 году в 86 лет. Это один из немногих выживших альтов Strad (другое более короткое название инструментов Страдивари).
Виолончель — «Ладенбург» 1736 года. Она принадлежала семье Мендельсона, прежде чем войти в собственность Паганини. В настоящее время эти инструменты принадлежат фонду Nippon Music Foundation.
- Другие Stradivarius также используются современными музыкантами. На виолончели «Davidoff» (1708) в настоящее время играет Йо-Йо Ма. Виолончель «Duport» (1711) принадлежала французскому виолончелисту Жану Пьеру Дюпору (1741—1818), но в 1974—2007 годах находилась во владении Мстислава Ростроповича. Скрипку «Графиня де Полиньяк» «Comtesse de Polignac» (1699) использует Гил Шахам. Скрипка «Sinsheimer, Perlman» (1714) принадлежала скрипачам Бернарду Синшеймеру, а затем Ицхаку Перлману и Уто Уги. Продана на аукционе в 2005 году. Скрипка «Soil» (1714) принадлежала Амедею Соилу — бельгийскому консулу в Москве в период 1874—1911 годов. С 1986 года скрипка находится во владении скрипача Ицхака Перлмана.

### Маркировка
Инструменты Антонио Страдивари отличаются характерной надписью на латинском: Antonius Stradivarius Cremonenfis Faciebat Anno 1732, такая же надпись есть на этикетке скрипки 1697 года.
На этикетках 1736 года мастер ставил пометки «d’anni 92» на этикетках 1737 года — пометки «d’anni 93», то есть свой возраст.

## Наследие
23 августа 2021 года в Лондоне был записан музыкальный альбом произведений классической музыки, для которого на одной площадке собрали 12 инструментов авторства Антонио Страдивари, стоимость которых составила около 200 млн $. Альбом 12 Stradivari, который организаторы позиционируют «самой дорогой музыкой в мире», поступит в продажу в Великобритании 10 сентября.

## Образ в кино
- 1987 — «Визит к Минотавру» (СССР). В роли Антонио Страдивари — Сергей Шакуров.
- 1988 — «Страдивари» (Италия). В роли Антонио Страдивари — Энтони Куинн.